# Herkules-Riesenkeule
Die Herkules-Riesenkeule oder kurz Herkuleskeule (Clavariadelphus pistillaris) ist eine Pilzart aus der Familie der Schweinsohrverwandten.

## Merkmale

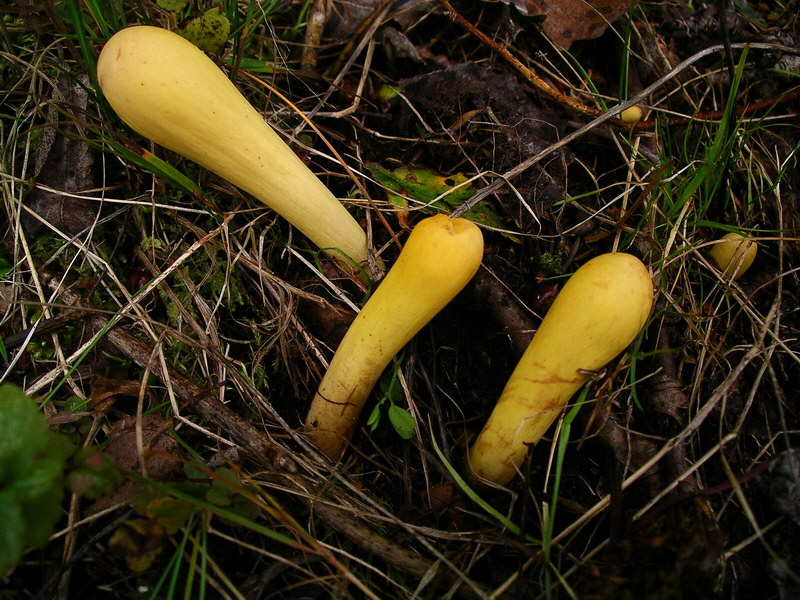
Eine Gruppe Fruchtkörper der Herkules-Riesenkeule
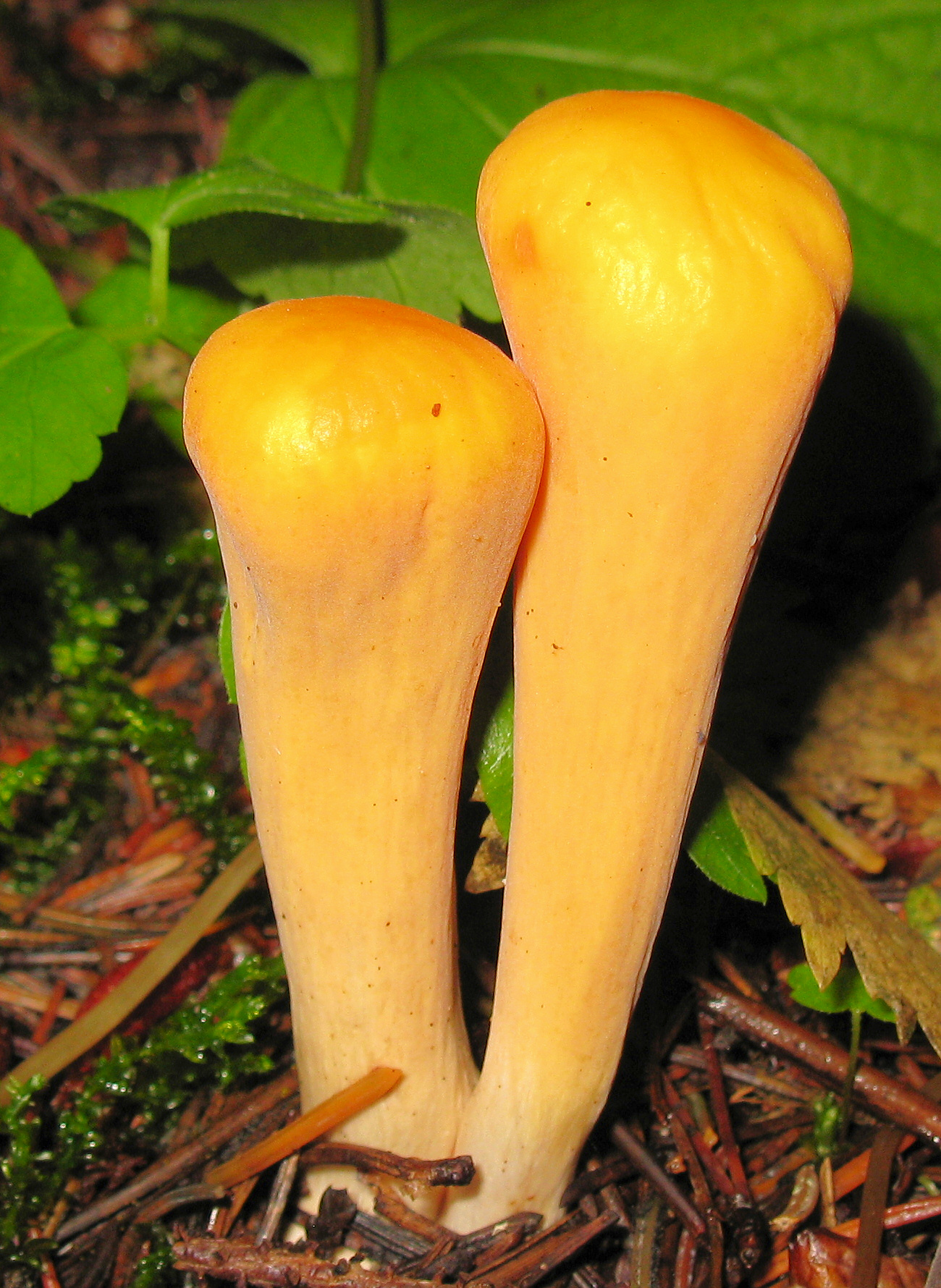
Zwei junge Exemplare der Herkules-Riesenkeule
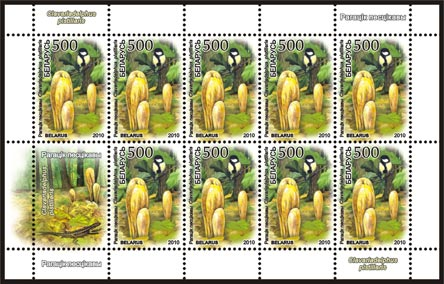
Die Herkules-Riesenkeule als Briefmarkenmotiv in Belarus
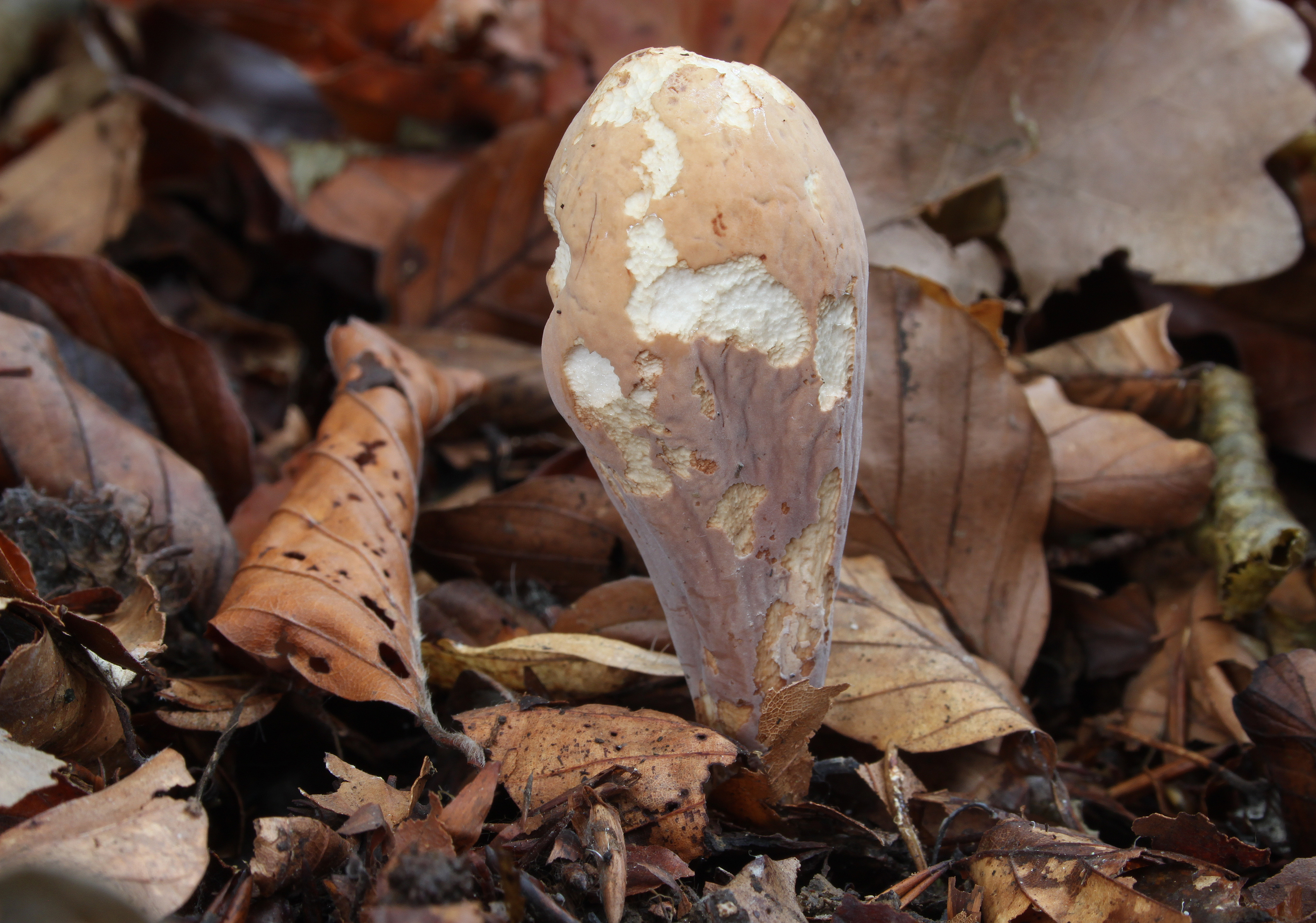
Älteres Exemplar in brauner Färbung

### Makroskopische Merkmale
Die Form der Fruchtkörper ähnelt einer Keule; junge Exemplare haben jedoch eine beinahe zylindrische Form, die nach oben spitz ausläuft. Die Farbe des Fruchtkörpers ist zunächst hellgelb, später orange-bräunlich, gelbbraun oder ocker. Bei älteren Pilzen wird die Tönung zunehmend rötlich bis rotbraun; ein Hauch von lila kann vorhanden sein. Zur Basis hin wird die Färbung dunkler. Die Oberfläche ist beim jungen Pilz glatt, wird jedoch später zunehmend runzelig. Der Pilz wird 7–30 cm hoch und 2–6 cm dick. Das Fleisch ist weiß und fest, jedoch auch elastisch und zäh. Es füllt den gesamten Fruchtkörper aus. Sein Geruch wird als angenehm, aber auch als unbedeutend beschrieben. Der Geschmack ist meist schon bei jungen Exemplaren bitter. Mit Kaliumhydroxid färbt sich das Fleisch safrangelb. Die Sporen werden an der Oberfläche des oberen Teils gebildet; der untere Teil ist steril. Das weiße Sporenpulver gilbt bei Lagerung.

### Mikroskopische Merkmale
An den Basidien befinden sich zwei bis vier Sporen. Diese sind elliptisch, glatt und hyalin; sie messen 10–13 × 5–7 Mikrometer.

## Artabgrenzung
Ähnlich ist die Abgestutzte Riesenkeule (C. truncatus). Sie besitzt eine am Scheitel abgeflachte Form und einen süßlichen Geschmack. Sie wächst auch in Nadelwäldern und ihr Fleisch färbt sich mit Kaliumhydroxid rot. Verwechslungsmöglichkeit besteht auch mit der Zungenkeule (C. ligula), die nur in Nadelwäldern vorkommt. Sie ist deutlich kleiner und schmaler und schmeckt mild.

## Ökologie und Phänologie
Die Herkules-Riesenkeule ist eine typische Art der Kalk-Buchenwälder, vor allem der Haargersten- und Orchideen-Buchenwälder sowie auch in Waldmeister- und Tannen-Buchenwäldern. Deutlich seltener ist sie in ähnlichen Eichen-Hainbuchen-, Stieleichen-Feldulmen- und Edellaubbaum-Mischwäldern anzutreffen und auch dort fast ausschließlich unter Rotbuchen. Der Pilz besiedelt deutlich alkalische bis neutrale Böden, die oberflächlich auch etwas abgesauert sind. Er bevorzugt mäßig nährstoffreiche Rendzinen und Braunerden über Kalk, Kalkmergel, Basalt und basenreichen Silikaten.
Die Fruchtkörper wachsen zwischen August und Anfang November einzeln oder in kleinen Gruppen, nur vereinzelt erscheinen sie auch früher.

## Verbreitung
Die Herkules-Riesenkeule ist in Europa und Asien verbreitet. In Europa ist sie submeridional bis boreal anzutreffen mit einem Schwerpunkt der temperaten Zone. Das Gebiet reicht von Frankreich, den Beneluxländern und in Großbritannien bis Schottland im Westen bis Polen, Slowakei und Ungarn im Osten sowie von der Schweiz, Österreich, Ungarn und Rumänien im Süden bis Fennoskandinavien im Norden mit vereinzelten Funden in Lappland.
In Deutschland ist der Pilz in allen Bundesländern nachgewiesen und dringt sowohl bis nach Rügen als auch in die Nordalpen vor. Allerdings existieren starke Unterschiede in der Verbreitungsdichte und deutliche Lücken. Regional häufiger ist er in Süddeutschland.

## Bedeutung
Wegen seines auch schon bei jungen Pilzen oft bitteren Geschmacks ist er als Speisepilz nicht beliebt und gilt oft als ungenießbar.